# Вишнёвое (Черкасская область)
Вишнёвое (укр. Вишневе) — посёлок в Драбовском районе Черкасской области Украины.
Население по переписи 2001 года составляло 274 человека. Занимает площадь 0,828 км². Почтовый индекс — 19812.

## Местный совет
19812, Черкасская обл., Драбовский р-н, пгт Шрамковка, ул. Ленина, 16